# Liste der Gemeinden im Schwarzwald-Baar-Kreis

Karte des Schwarzwald-Baar-Kreises

Die Liste der Gemeinden im Schwarzwald-Baar-Kreis gibt einen Überblick über die 20 kleinsten Verwaltungseinheiten des Schwarzwald-Baar-Kreises. Zehn der Gemeinden sind Städte. Die Kreisstadt Villingen-Schwenningen und Donaueschingen sind Mittelstädte und Große Kreisstädte, die anderen acht Städte sind Kleinstädte.
In seiner heutigen Form entstand der Schwarzwald-Baar-Kreis im Zuge der im Jahr 1973 durchgeführten Kreisreform. Der Landkreis wurde dabei aus folgenden Teilen gebildet: dem ehemaligen Landkreises Villingen (bis auf eine Gemeinde), dem Großteil des ehemaligen Landkreises Donaueschingen, drei Gemeinden des Landkreises Rottweil und jeweils einer Gemeinde der Landkreise Hochschwarzwald, Konstanz und Tuttlingen;

## Beschreibung
Weiter gegliedert werden kann der Landkreis in folgende Vereinbarten Verwaltungsgemeinschaften (VVG) und Gemeindeverwaltungsverbände (GVB):
- GVB Donaueschingen mit den Städten Donaueschingen, Bräunlingen und Hüfingen;
- VVG Furtwangen mit der Stadt Furtwangen im Schwarzwald und der Gemeinde Gütenbach;
- GVB Raumschaft Triberg mit der Stadt Triberg im Schwarzwald und den Gemeinden Schönwald im Schwarzwald und Schonach im Schwarzwald;
- VVG Villingen-Schwenningen mit der Stadt Villingen-Schwenningen und den Gemeinden Brigachtal, Dauchingen, Mönchweiler, Niedereschach, Tuningen und Unterkirnach;

Die Städte Bad Dürrheim, Blumberg, St. Georgen im Schwarzwald und Vöhrenbach sind wie die Gemeinde Königsfeld im Schwarzwald nicht Mitglied einer Verwaltungsgemeinschaft beziehungsweise eines Gemeindeverwaltungsverbandes.
Der Landkreis hat eine Gesamtfläche von 1.025,24 km². Die größte Fläche innerhalb des Landkreises haben die Städte Villingen-Schwenningen mit 165,47 km², Donaueschingen mit 104,63 km² und Blumberg mit 98,68 km². Je eine Stadt hat eine Fläche von über 80 bzw. 70 km² und je zwei Städte haben eine Fläche von über 60 bzw. 50 km². Eine Gemeinde ist über 40 km² groß, zwei Gemeinden und eine Stadt haben eine Fläche die größer ist als 30 km² und zwei Gemeinden haben eine Fläche von über 20 km². Vier Gemeinden sind über 10 km² groß und eine ist kleiner als 10 km². Die kleinsten Flächen haben die Gemeinden Unterkirnach mit 13,17 km², Dauchingen mit 10,04 km² und Mönchweiler mit 9,6 km².
Den größten Anteil an der Bevölkerung des Landkreises von 213.922 Einwohnern haben die Großen Kreisstädte Villingen-Schwenningen mit 89.286 Einwohnern und Donaueschingen mit 21.786 Einwohnern, gefolgt von der Stadt St. Georgen im Schwarzwald mit 12.407 Einwohnern. Die Städte Bad Dürrheim und Blumberg haben über 10.000 Einwohner. Drei Gemeinden und drei Städte haben zwischen 5.000 und 10.000 Einwohner. Die restlichen zwei Städte und sieben Gemeinden haben zwischen 1.000 und 5.000 Einwohner. Die drei von der Einwohnerzahl her kleinsten Gemeinden sind Unterkirnach mit 2502 Einwohnern, Schönwald im Schwarzwald mit 2600 und Gütenbach mit 1044 Einwohnern.
Der gesamte Schwarzwald-Baar-Kreis hat eine Bevölkerungsdichte von 209 Einwohnern pro km². Die größte Bevölkerungsdichte innerhalb des Kreises haben die Stadt Villingen-Schwenningen mit 540 Einwohnern pro km² und die Gemeinden Dauchingen mit 381 und Mönchweiler mit 291. Fünf Gemeinden, darunter drei Städte haben eine Bevölkerungsdichte von über 200. In all diesen Orten ist die Bevölkerungsdichte höher als der Landkreisdurchschnitt von 209 oder liegt genau auf diesem (Stadt Donaueschingen). Acht Gemeinden, darunter vier Städte, haben zwischen 100 und 200 Einwohner pro km² und in vier Gemeinden liegt die Bevölkerungsdichte unter 100. Diese vier Gemeinden sind die Stadt Bräunlingen mit 93, die Gemeinden Schönwald im Schwarzwald mit 93 und Gütenbach mit 56 und die Stadt Vöhrenbach mit 51 Einwohnern pro km².

## Legende
- Gemeinde: Name der Gemeinde beziehungsweise Stadt und Angabe, zu welchem Landkreis der namensgebende Ort der Gemeinde vor der Gebietsreform gehörte
- Teilorte: Aufgezählt werden die ehemals selbständigen Gemeinden der Verwaltungseinheit. Dazu ist das Jahr der Eingemeindung angegeben. Bei den Teilorten, die vor der Gebietsreform zu einem anderen Landkreis gehörten als der Hauptort der heutigen Gemeinde, ist auch dieses vermerkt
- VVG / GVB: Zeigt die Zugehörigkeit zu einer der Verwaltungsgemeinschaften beziehungsweise des Gemeindeverwaltungsverbandes
- Wappen: Wappen der Gemeinde beziehungsweise Stadt
- Karte: Zeigt die Lage der Gemeinde beziehungsweise Stadt im Landkreis
- Fläche: Fläche der Stadt beziehungsweise Gemeinde, angegeben in Quadratkilometer
- Einwohner: Zahl der Menschen die in der Gemeinde beziehungsweise Stadt leben (Stand: 31. Dezember 2023[1])
- EW-Dichte: Angegeben ist die Einwohnerdichte, gerechnet auf die Fläche der Verwaltungseinheit, angegeben in Einwohner pro km² (Stand: 31. Dezember 2023[2])
- Höhe: Höhe der namensgebenden Ortschaft beziehungsweise Stadt in Meter über Normalnull
- Bild: Bild aus der jeweiligen Gemeinde beziehungsweise Stadt

## Gemeinden
| Gemeinde | Teilorte | VVG / GVB                     | Wappen                                        | Karte                                                                 | Fläche   | Einwohner | EW- Dichte | Höhe  | Bild |
| --- | --- | ----------------------------- | --------------------------------------------- | --------------------------------------------------------------------- | -------- | --------- | ---------- | ----- | --- |
| Schwarzwald-Baar-Kreis | |                               | Wappen des Schwarzwald-Baar-Kreises           | Der Schwarzwald-Baar-Kreis                                            | 1.025,24 | 213,922   | 209        |       | Zusammenfluss der Bäche Breg und Brigach zur Donau östlich von Donaueschingen                                                                                                |
| Bad Dürrheim (Stadt) (gehörte vor der Gebietsreform zum Landkreis Villingen)                                                                                      | Bad Dürrheim alle heute zum Stadtgebiet gehörenden ehemals selbständigen Gemeinden gehörten zum Landkreis Donaueschingen: Biesingen (1971) Hochemmingen (1972) Oberbaldingen (1971) Öfingen (1971) Sunthausen (1972) Unterbaldingen (1972) |                               | Wappen der Stadt Bad Dürrheim                 | Lage der Stadt Bad Dürrheim im Schwarzwald-Baar-Kreis                 | 62,09    | 13,216    | 213        | 703   | Sohlebohrtürme in Bad Dürrheim aus dem 19. Jahrhundert |
| Blumberg (Stadt) (gehörte vor der Gebietsreform zum Landkreis Donaueschingen)                                                                                     | Blumberg Achdorf (1972) Epfenhofen (1971) Fützen (1975) Hondingen (1972) Kommingen (1971) Nordhalden (1971; gehörte vor der Gebietsreform zum Landkreis Konstanz) Riedböhringen (1972) Riedöschingen (1972) |                               | Wappen der Stadt Blumberg                     | Lage der Stadt Blumberg im Schwarzwald-Baar-Kreis                     | 98,68    | 10,063    | 102        | 704   | Wutachtalbahn: Zug auf der Talbrücke Epfenhofen |
| Bräunlingen (Stadt) (gehörte vor der Gebietsreform zum Landkreis Donaueschingen)                                                                                  | Bräunlingen Döggingen (1971) Mistelbrunn (1972) Unterbränd (1972) Waldhausen (1972) | GVB Donaueschingen            | Wappen der Stadt Bräunlingen                  | Lage der Stadt Bräunlingen im Schwarzwald-Baar-Kreis                  | 62,1     | 5.782     | 93         | 693   | Blick zum Mühlentor und der Kirche Unserer Liebe Frau vom Berge Kamel |
| Brigachtal (gehörte vor der Gebietsreform zum Landkreis Villingen)                                                                                                | Kirchdorf Klengen Überauchen (Zusammenschluss 1974) | VVG Villingen- Schwenningen   | Wappen der Gemeinde Brigachtal                | Lage der Gemeinde Brigachtal im Schwarzwald-Baar-Kreis                | 22,8     | 5.064     | 222        | 705   | |
| Dauchingen (gehörte vor der Gebietsreform zum Landkreis Villingen)                                                                                                | Dauchingen | VVG Villingen- Schwenningen   | Wappen der Gemeinde Dauchingen                | Lage der Gemeinde Dauchingen im Schwarzwald-Baar-Kreis                | 10,04    | 3.821     | 381        | 732   | |
| Donaueschingen (Große Kreisstadt) (gehörte vor der Gebietsreform zum Landkreis Donaueschingen)                                                                    | Donaueschingen Aasen (1972) Grüningen (1972) Heidenhofen (1972) Hubertshofen (1972) Neudingen (1975) Pfohren (1972) Wolterdingen (1971) | GVB Donaueschingen            | Wappen der Stadt Donaueschingen               | Lage der Stadt Donaueschingen im Schwarzwald-Baar-Kreis               | 104,63   | 21,786    | 208        | 686   | Donaueschingen „Donauquelle“ im Schloßpark – wenn man diese Quelle, die Quelle des Donaubachs, als die echte Donauquelle ansieht                                             |
| Furtwangen im Schwarzwald (Stadt) (gehörte vor der Gebietsreform zum Landkreis Donaueschingen)                                                                    | Furtwangen im Schwarzwald Linach (1972) Neukirch (1971) Rohrbach im Schwarzwald (1973) Schönenbach (1971) | VVG Furtwangen im Schwarzwald | Wappen der Stadt Furtwangen im Schwarzwald    | Lage der Stadt Furtwangen im Schwarzwald im Schwarzwald-Baar-Kreis    | 82,57    | 8.469     | 103        | 870   | Bregquelle bei Furtwangen – für die Furtwanger die echte Donauquelle · Die Hexenlochmühle in Neukirch, eine alte Sägemühle mit doppeltem Wasserrad – ein beliebtes Fotomotiv |
| Gütenbach (gehörte vor der Gebietsreform zum Landkreis Donaueschingen)                                                                                            | Gütenbach | VVG Furtwangen im Schwarzwald | Wappen der Gemeinde Gütenbach                 | Lage der Gemeinde Gütenbach im Schwarzwald-Baar-Kreis                 | 18,49    | 1.044     | 56         | 826   | Teile der Uhrmacherwerkstatt des Benedikt Faller vom Gaisdobel in Gütenbach aus der Mitte des 19. Jahrhunderts – heute im Deutschen Uhrenmuseum in Furtwangen im Schwarzwald |
| Hüfingen (Stadt) (gehörte vor der Gebietsreform zum Landkreis Donaueschingen)                                                                                     | Hüfingen Behla (1972) Fürstenberg (1971; Stadt) Hausen vor Wald (1972) Mundelfingen (1975) Sumpfohren (1970) | GVB Donaueschingen            | Wappen der Stadt Hüfingen                     | Lage der Stadt Hüfingen im Schwarzwald-Baar-Kreis                     | 58,53    | 7.973     | 136        | 684   | Wetti-Geister der Wetti-Zunft Behla – eine der vielen Fasnet-Zünfte im Landkreis, der eine Hochburg der Schwäbisch-Allemannischen Fasnet ist                                 |
| Königsfeld im Schwarzwald (gehörte vor der Gebietsreform zum Landkreis Villingen)                                                                                 | Königsfeld im Schwarzwald Buchenberg (1975) Burgberg (1974) Erdmannsweiler (1974) Neuhausen (1975) Weiler (1973) |                               | Wappen der Gemeinde Königsfeld im Schwarzwald | Lage der Gemeinde Königsfeld im Schwarzwald im Schwarzwald-Baar-Kreis | 40,24    | 5.906     | 147        | 763   | Albert-Schweitzer-Haus in Königsfeld im Schwarzwald, das von diesem im Jahr 1923 gebaut wurde, heute ein Museum · Burgruine Waldau                                           |
| Mönchweiler (gehörte vor der Gebietsreform zum Landkreis Villingen)                                                                                               | Mönchweiler | VVG Villingen- Schwenningen   | Wappen der Gemeinde Mönchweiler               | Lage der Gemeinde Mönchweiler im Schwarzwald-Baar-Kreis               | 9,6      | 2.792     | 291        | 757   | |
| Niedereschach (gehörte vor der Gebietsreform zum Landkreis Villingen)                                                                                             | Niedereschach Fischbach (1974) Kappel (1974) Schabenhausen (1971) | VVG Villingen- Schwenningen   | Wappen der Gemeinde Niedereschach             | Lage der Gemeinde Niedereschach im Schwarzwald-Baar-Kreis             | 33,07    | 5.911     | 179        | 625   | Badehaus der Römervilla beim Ortsteil Fischbach |
| Schonach im Schwarzwald (gehörte vor der Gebietsreform zum Landkreis Villingen)                                                                                   | Schonach im Schwarzwald Rohrhardsberg (1971) | GVB Raumschaft Triberg        | Wappen der Gemeinde Schonach im Schwarzwald   | Lage der Gemeinde Schonach im Schwarzwald im Schwarzwald-Baar-Kreis   | 36,71    | 3.879     | 106        | 885   | weltgrößte originale Kuckucksuhr in Schonach im Schwarzwald (Maßstab 50:1) · Langenwaldschanze in Schonach im Schwarzwald, einem Wintersportzentrum im Schwarzwald           |
| Schönwald im Schwarzwald (gehörte vor der Gebietsreform zum Landkreis Villingen)                                                                                  | Schönwald im Schwarzwald | GVB Raumschaft Triberg        | Wappen der Gemeinde Schönwald im Schwarzwald  | Lage der Gemeinde Schönwald im Schwarzwald im Schwarzwald-Baar-Kreis  | 27,81    | 2.600     | 93         | 1.000 | Kirche von Schönwald im Schwarzwald |
| St. Georgen im Schwarzwald (Stadt) (gehörte vor der Gebietsreform zum Landkreis Villingen)                                                                        | St. Georgen im Schwarzwald Brigach (1972) Langenschiltach (1973) Oberkirnach (1974) Peterzell (1974) Stockburg (1974) |                               | Wappen der Stadt St. Georgen im Schwarzwald   | Lage der Stadt St. Georgen im Schwarzwald im Schwarzwald-Baar-Kreis   | 59,85    | 12,407    | 207        | 862   | |
| Triberg im Schwarzwald (Stadt) (gehörte vor der Gebietsreform zum Landkreis Villingen)                                                                            | Triberg im Schwarzwald Gremmelsbach (1974) Nußbach (1973) | GVB Raumschaft Triberg        | Wappen der Stadt Triberg im Schwarzwald       | Lage der Stadt Triberg im Schwarzwald im Schwarzwald-Baar-Kreis       | 33,32    | 4.658     | 140        | 684   | Triberger Wasserfall |
| Tuningen (gehörte vor der Gebietsreform zum Landkreis Tuttlingen)                                                                                                 | Tuningen | VVG Villingen- Schwenningen   | Wappen der Gemeinde Tuningen                  | Lage der Gemeinde Tuningen im Schwarzwald-Baar-Kreis                  | 15,59    | 3.142     | 202        | 743   | |
| Unterkirnach (gehörte vor der Gebietsreform zum Landkreis Villingen)                                                                                              | Unterkirnach | VVG Villingen- Schwenningen   | Wappen der Gemeinde Unterkirnach              | Lage der Gemeinde Unterkirnach im Schwarzwald-Baar-Kreis              | 13,17    | 2.502     | 190        | 815   | |
| Villingen-Schwenningen (Große Kreisstadt) (Teile der heutigen Gemeinde gehörten vor der Gebietsreform zu den Landkreisen Villingen, Rottweil bzw. Donaueschingen) | Villingen im Schwarzwald (Landkreis Villingen) Schwenningen am Neckar (Landkreis Rottweil) (Zusammenschluss 1972) Herzogenweiler (1972; Landkreis Villingen) Marbach (1974; Landkreis Villingen) Mühlhausen bei Schwenningen (1970 nach Schwenningen am Neckar; Landkreis Rottweil) Obereschach (1971 nach Villingen im Schwarzwald; Landkreis Villingen) Pfaffenweiler (1972; Landkreis Villingen) Rietheim (1972; Landkreis Villingen) Tannheim (1972; Landkreis Donaueschingen) Weigheim (1975; Landkreis Rottweil) Weilersbach (1975; Landkreis Villingen) | VVG Villingen- Schwenningen   | Wappen der Stadt Villingen-Schwenningen       | Lage der Stadt Villingen-Schwenningen im Schwarzwald-Baar-Kreis       | 165,47   | 89,286    | 540        | 704   | Bickentor in Villingen · Das Schwenninger Moos, Ursprung des Neckar |
| Vöhrenbach (Stadt) (gehörte vor der Gebietsreform zum Landkreis Donaueschingen)                                                                                   | Vöhrenbach Hammereisenbach-Bregenbach (1971) Langenbach (1971) Urach (1971; gehörte vor der Gebietsreform zum Landkreis Hochschwarzwald) |                               | Wappen der Stadt Vöhrenbach                   | Lage der Stadt Vöhrenbach im Schwarzwald-Baar-Kreis                   | 70,47    | 3.621     | 51         | 797   | Uhrmacherhäusle in Vöhrenbach, das wohl älteste Haus der Stadt |